# Universidade Siliwangi
A Universidade Siliwangi (Indonésio: Universitas Siliwangi, abreviada como UNSIL) é uma  universidade pública situada em Tasikmalaya, Java Ocidental.
O nome da universidade é derivado de uma figura real no Reino de Sonda, o rei Siliwangi de Pajajaran.